# Austin Loomer Rand
Austin Loomer Rand (16 de diciembre de 1905 – 6 de noviembre de 1982) fue un zoólogo canadiense.
Era aborigen de Kentville (Nueva Escocia); y creció cerca de Wolfville, donde fue asesorado por el notable ornitólogo local Robie W. Tufts. Recibió una licenciatura por la Acadia University, una institución que también le otorgó el título honorario de DSc en 1961.
En 1929, cuando aún era un estudiante graduado por la Cornell University, viajó en una expedición a Madagascar como coleccionista de aves. Rand publicó los resultados como su defensa de tesis para su Ph.D. Fue en esa expedición que conoció [a Richard Archbold], zoólogo y filántropo, con quien se convertiría en un amigo de toda la vida. Archbold posteriormente financió y lideró una serie de expediciones biológicas a Nueva Guinea en la década de 1930 en las que Rand participó y codirigió. En 1941, asistió a Archbold en el establecimiento de la Estación Biológica Archbold, en Lake Placid (Florida), un lugar donde se retiró.
En 1942, Rand se convirtió en zoólogo asistente en el Museo Nacional de Ciencias Naturales de Canadá, desde 2010 rebautizado como Museo Canadiense de la Naturaleza, donde trabajó con el ornitólogo Percy A. Taverner y del  mastozoólogo Rudolph Martin Anderson. De 1947 a 1955, fue curador de aves en el Museo Field de Historia Natural en Chicago;  y, fue curador jefe de zoología allí desde 1955 hasta1970.
Fue frecuente contribuyente de The Auk, la revista ornitológica de la American Ornithologists' Union, una organización de la que fue elegido fellow, además de servir como su presidente entre 1962 a 1964.
Austin L. Rand fue el padre del destacado herpetólogo tropical Austin Stanley Rand del Smithsoniano.

## Honores

### Eponimia
En 1996 fue conmemorado con su epónimo, de uno de los edificios de investigación en la Estación Biológica Archbold.

## Obra

### Algunas publicaciones
Además de numerosos artículos y artículos científicos, los principales informes y libros escritos o de coautoría de Rand, incluyen:
- 1936. The distribution and habits of Madagascar birds. (Bull. of the American Museum of Natural History).

- 1937. Results of the Archbold expeditions No.14: The birds of the 1933–1934 Papuan expedition. (Bull. of the American Museum of Natural History. Coautoría con Ernst Mayr).

- 1942. Results of the Archbold Expeditions. Birds of the 1936–1937 New Guinea Expedition. (Bull. of the American Museum of Natural History).

- 1955. Stray feathers from a bird man's desk. Fascinating and unusual sidelights on the lives of birds.

- 1956. American Water and Game Birds.

- 1960. Birds of the Philippine Islands: Siquijor, Mount Malidang, Bohol, and Samar. (Fieldiana. Coautoría con D.S. Rabor).

- 1961. A Midwestern Almanac, Pageant of the Seasons, (coautoría con his wife Rheua M. Rand).

- 1962. Birds in Summer.

- 1967. Ornithology: an Introduction.

- 1967. Handbook of New Guinea Birds, (coautoría con E. Thomas Gilliard).

- 1971. Birds of North America.

## Abreviatura (zoología)
La abreviatura Rand  se emplea para indicar a Austin Loomer Rand como autoridad en la descripción y taxonomía en zoología.

- Datos: Q730026
- Multimedia: Austin Loomer Rand / Q730026
- Especies: Austin Loomer Rand